# Ghiacciaio Marsa
Il ghiacciaio Marsa (in inglese: Marsa Glacier) è un ghiacciaio lungo 5 km e largo 1,5, situato sulla costa di Zumberge, nella parte occidentale della Terra di Ellsworth, in Antartide. In particolare, il ghiacciaio, il cui punto più alto si trova ad oltre 1.000 m s.l.m., è situato nelle cime Bangey, una delle diramazioni orientali della parte centro-settentrionale della dorsale Sentinella, nelle montagne di Ellsworth, a nord-est del ghiacciaio Patleyna e a nord-ovest del ghiacciaio Padala. Da qui esso fluisce in direzione nord-nord-ovest scorrendo lungo il versante settentrionale del picco Golemani e sulle sponde sud-orientali del picco Golemani e passando tra il picco Oreshak e il picco Fucha, fino ad unire il proprio flusso a quello del ghiacciaio Embree, a ovest del monte Schmid.

## Storia
Il ghiacciaio Marsa è stato così battezzato dalla Commissione bulgara per i toponimi antartici in onore del villaggio medievale di Marsa, nella Bulgaria meridionale.